# NGC 479
NGC 479 es una galaxia espiral de la constelación de Piscis.
Fue descubierta el 27 de octubre de 1864 por el astrónomo Albert Marth.